# DYNA (revista)
DYNA es una revista española de ingeniería industrial fundada en Bilbao en el año 1925 y editada por la Federación de Asociaciones de Ingenieros Industriales de España.

## Historia
Fundada en 1925 por la Agrupación de Ingenieros Industriales de Bilbao, la revista DYNA ha trabajado siempre de la mano del Colectivo de Ingenieros Industriales apoyando su formación y su mensaje. El 3 de noviembre de 1925, por una propuesta de Alfonso Churruca y Calbetón, se aprobó en la Junta Directiva la fundación de la revista 'DYNA' como revista de la Asociación de Ingenieros Industriales de Bilbao.
Otra nueva Junta, elegida el 18 de febrero de 1926 compuesta por Torrontegui (presidente), Pombo (vicepresidente), Prado, Real de Asua, Padró, Peña, Barandica (Contador), Necochea, Ortiz, Oraa y Suárez (secretario) se reunió al objeto de tratar sobre la creación de una Mutualidad o Montepío. El motivo fue el fallecimiento del secretario de la agrupación y director de la revista, Jesús Figuera, cuya viuda quedó en situación de desamparo, proponiendo la Junta Directiva a todos los socios y a todas las personas de buena fe que quieran contribuir con su apoyo, tenga a bien entregar en las oficinas de la Agrupación la cantidad de 100 pesetas para la viuda e hijos del fallecido. Se nombra director de la revista a Pedro Mendizabal, pero este no acepta debido a sus múltiples ocupaciones. Luego se nombra director a Mario Martínez y al Ortiz, provisionalmente y sale la revista en enero de 1926.
Durante la Guerra Civil se suspendió la publicación, pero una vez concluidas las acciones militares sobre la Villa, reapareció en el cuarto trimestre de 1937 y desde enero de 1939 volvió a ser mensual. En esta definitiva etapa, DYNA superó sus características iniciales y se convirtió en el medio de comunicación profesional de la entonces Asociación Nacional de Ingenieros Industriales y hoy día de la Federación de Asociaciones de Ingenieros Industriales de España (FAIIE). A partir del año 2006, el Consejo de Redacción de DYNA pone en marcha un nuevo plan estratégico, cuyo principal objetivo es la mejora de la difusión y del factor de impacto de la publicación (actualmente DYNA tiene un factor de impacto de 2.070 según el informe JCR de 2022). Con esta meta se acometen tres tareas fundamentales: estandarización de su calidad editorial en base al cumplimiento de los requisitos establecidos para revistas científicas, solicitud de inclusión de la revista en las bases de datos prestigiosas, puesta en marcha de la web de la revista: www.revistadyna.com. Como resultado de este proceso, se logra en enero de 2007 la inclusión de la revista Science Citation Index y en 2009 en SCOPUS del grupo Elsevier, así como el primer factor de impacto en el Journal Citation Reports. La gran cantidad de contenidos recibidos para publicación y la creciente demanda de especialización por parte de sus lectores, hace que en el año 2012, la editorial Publicaciones DYNA SL decida iniciar una nueva etapa mediante la creación de revistas digitales especializadas en diferentes disciplinas de la ingeniería. 
- En la primavera de 2012 se publicó por primera vez la revista DYNA Energia y Sostenibilidad, revista que trata temas sobre tecnologías energéticas y su sostenibilidad.
- En la primavera de 2013 inicia su andadura la revista digital DYNA Management, que publicará artículos científicos, informes y noticias sobre la gestión de las organizaciones.
- En otoño de 2014, se inicia la publicación de DYNA New Technologies, que tratará temas relacionados con las nuevas tecnologías emergentes: Informática, Telecomunicaciones, Nanotecnología, Biotecnología.